# Municipio de Pequannock
El municipio de Pequannock (en inglés: Pequannock Township) es un municipio ubicado en el condado de Morris en el estado estadounidense de Nueva Jersey. En el año 2010 tenía una población de 15,540 habitantes y una densidad poblacional de 831 personas por km².

## Geografía
El municipio de Pequannock se encuentra ubicado en las coordenadas 40°57′37″N 74°17′50″O / 40.96028, -74.29722.

## Demografía
Según la Oficina del Censo en 2000 los ingresos medios por hogar en el municipio eran de $72,729 y los ingresos medios por familia eran $84,487. Los hombres tenían unos ingresos medios de $61,093 frente a los $38,523 para las mujeres. La renta per cápita para la localidad era de $31,892. Alrededor del 3% de la población estaba por debajo del umbral de pobreza.